# Grevgränd

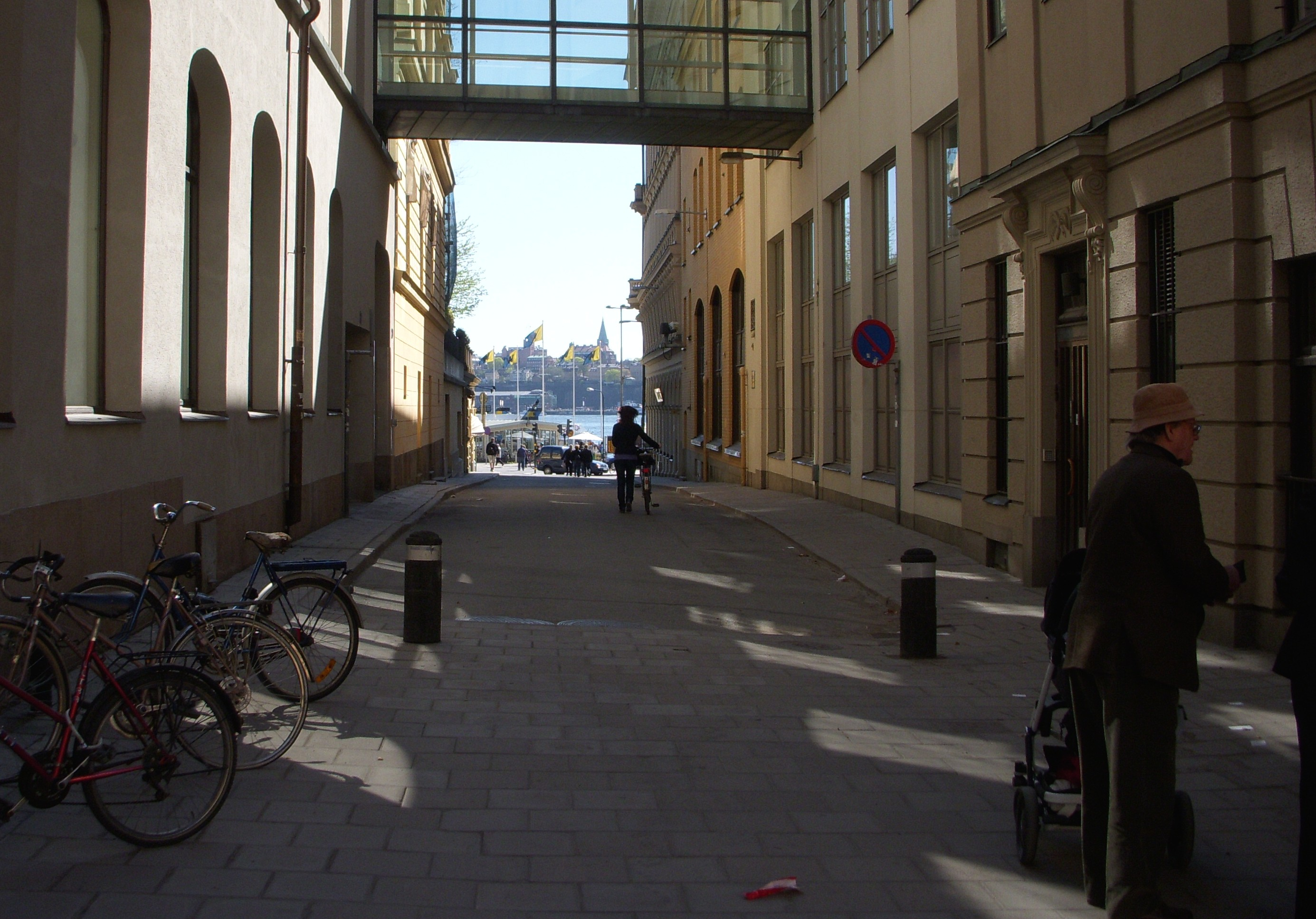
Grevgränd mot syd, maj 2009.

Grevgränd är en gata på Blasieholmen i Stockholm, den sträcker sig i nord-sydlig riktning från Arsenalsgatan till Södra Blasieholmshamnen och anses vara den västliga begränsningen av Blasieholmen. Gatan är utformad som gågata. På östra sidan om gatan ligger Fersenska palatset och på västra sidan Palmeska huset och Svenska Handelsbankens huvudkontor.
Grevgränd fick sitt nuvarande namn 1806 och då föreslogs Grefve Gränden, med motiveringen att “gränden mellan Hans Excellens m.m. Herr Greve Fersens, och Herr Grefwe Lantingshausens hus, bör få namnet…”. Innan dess kallades gatan Holmbrogatan, som hade anlagds redan på 1640-talet.